# 34192 Sappington
34192 Sappington è un asteroide della fascia principale. Scoperto nel 2000, presenta un'orbita caratterizzata da un semiasse maggiore pari a 2,7994541 au e da un'eccentricità di 0,0830242, inclinata di 2,24051° rispetto all'eclittica.